# OpenBIOS
OpenBIOS est un projet qui vise à remplacer les BIOS d'origine des cartes mères, pour les remplacer par un BIOS multiplate-forme libre, avec des fonctionnalités supplémentaires comme l'intégration d'un noyau Linux directement dans la mémoire morte.